# Karbonkelberg
Karbonkelberg es un pequeño pico que forma parte del parque nacional Montaña de la Mesa en Ciudad del Cabo, Sudáfrica. Constituye un prominente lugar muy conocido que domina al puerto en Hout Bay. Una característica inusual es que la arena ha sido volada por el viento, causando una característica de un parecido a una duna. Esta ha sido popular con los residentes locales para deslizarse en tablas pulidas o láminas.
En el norte colinda con el parque nacional Montaña de la Mesa que incluye la Reserva Natural  Orangekloof  y las cuestas bajas de la Montaña de la mesa más allá.
Limita con el Atlántico y las Pequeñas Cabezas de Léon  (Little Lions Heads, en inglés; Leeukop, en Afrikáans), el Pico Kapteins  (Kapteins Peak) y las Montañas de los Centinelas (Sentinel mountains).
El pico es popular para viajes cortos y también es usada para el arriesgado ciclismo de montaña.